# Karl Jaspers
Karl Theodor Jaspers (/ˈjæspərz/; de; 23 de fevereiro de 1883 – 26 de fevereiro de 1969) foi um psiquiatra e filósofo alemão-suíço que exerceu grande influência na teologia, psiquiatria e filosofia modernas. Sua obra de 1913, Psicopatologia Geral, influenciou diversos critérios diagnósticos posteriores e propôs uma distinção entre delírios “primários” e “secundários”.
Após ser formado em psiquiatria e exercer essa prática, Jaspers voltou-se para a investigação filosófica e buscou desenvolver um sistema filosófico inovador. Muitas vezes foi visto como um grande expoente do existencialismo na Alemanha, embora ele próprio não aceitasse tal rótulo.

## Vida

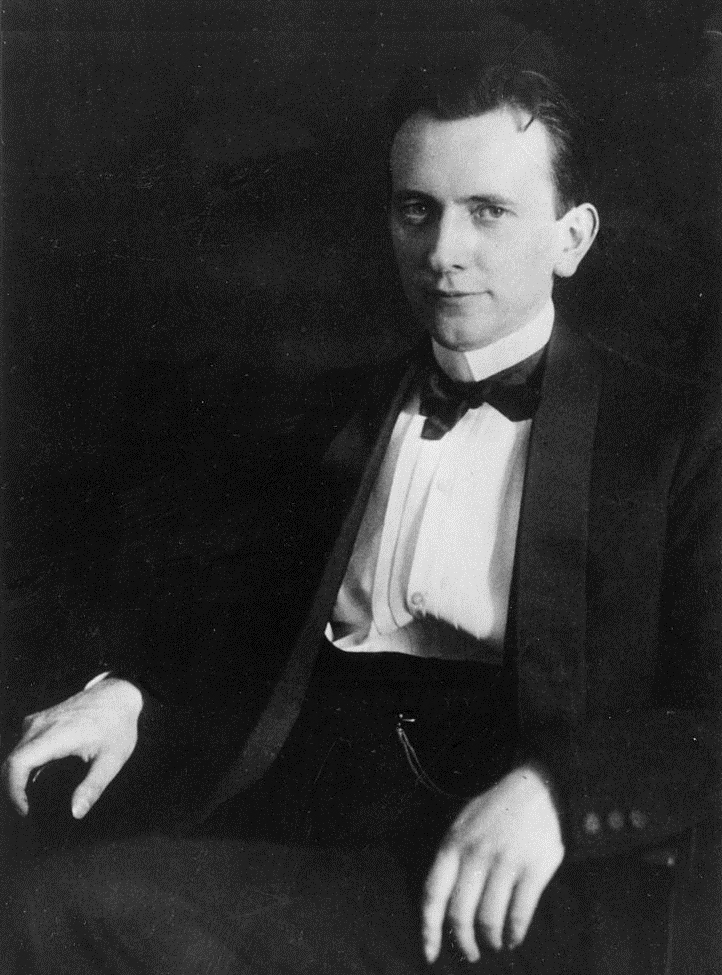
Karl Jaspers em 1910

Jaspers nasceu em Oldenburg, em 1883, filho de mãe de uma comunidade local de agricultores e de um pai jurista. Ele demonstrou desde cedo interesse por filosofia, mas a experiência de seu pai com o sistema jurídico influenciou sua decisão de estudar direito na Universidade de Heidelberg. Jaspers estudou direito inicialmente em Heidelberg e depois em Munique por três semestres. Logo se tornou evidente que não gostava particularmente de direito, e ele passou a cursar medicina em 1902, apresentando uma tese sobre criminologia. Em 1910 casou-se com Gertrud Mayer (1879–1974), irmã de seus grandes amigos Gustav Mayer e Ernst Mayer.
Jaspers obteve seu doutorado em medicina na Faculdade de Medicina da Universidade de Heidelberg em 1908 e começou a trabalhar em um hospital psiquiátrico em Heidelberg, sob supervisão de Franz Nissl, sucessor de Emil Kraepelin e Karl Bonhoeffer, e Karl Wilmans. Jaspers se mostrou insatisfeito com a forma como a comunidade médica da época abordava o estudo da doença mental e se propôs a melhorar a abordagem psiquiátrica. Em 1913, Jaspers concluiu sua habilitação na faculdade de filosofia da Universidade de Heidelberg e, em 1914, conseguiu ali um posto de docente em psicologia. Esse posto mais tarde tornou-se permanente em filosofia, e Jaspers nunca retornou à prática clínica. Nesse período, Jaspers mantinha grande amizade com a família Weber (Max Weber também lecionara em Heidelberg).
Em 1921, aos 38 anos, Jaspers deixou a psicologia e se voltou para a filosofia, aprofundando temas que havia desenvolvido em seus trabalhos psiquiátricos. Tornou-se um filósofo amplamente conhecido na Alemanha e em toda a Europa.
Após a tomada do poder pelos nazistas em 1933, Jaspers foi considerado portador de “mancha judaica” (jüdische Versippung, na linguagem da época) devido a sua esposa judia, Gertrude Mayer, e foi forçado a se aposentar do ensino em 1937. Em 1938, sofreu ainda a proibição de publicação. No entanto, muitos de seus antigos amigos continuaram a apoiá-lo, e ele pôde prosseguir com seus estudos e pesquisas sem ficar totalmente isolado. Porém, tanto ele quanto a esposa viviam sob a constante ameaça de serem enviados a um campo de concentração até 30 de março de 1945, quando Heidelberg foi ocupada pelas tropas norte-americanas.
Em 1948, Jaspers mudou-se para a Universidade de Basel, na Suíça. Em 1963, foi agraciado com a cidadania honorária da cidade de Oldenburg em reconhecimento a suas realizações científicas de destaque e às contribuições à cultura ocidental. Permaneceu uma figura proeminente na comunidade filosófica e naturalizou-se cidadão suíço, residindo em Basel até sua morte, ocorrida no nonagésimo aniversário de sua esposa, em 1969.

## Contribuições para a psiquiatria
A insatisfação de Jaspers com o entendimento popular acerca da doença mental o levou a questionar tanto os critérios diagnósticos quanto os métodos da psiquiatria clínica. Em 1910, publicou um artigo no qual abordava o problema de saber se a paranoia seria um aspecto da personalidade ou resultado de alterações biológicas. Embora não trouxesse ideias totalmente novas, esse texto introduziu um método de estudo incomum, ao menos segundo os padrões da época. Semelhante a Freud, Jaspers analisava detalhadamente os pacientes, fornecendo informações biográficas e observando como os próprios pacientes percebiam seus sintomas. Esse método ficou conhecido como método biográfico e hoje é pilar central da prática psiquiátrica e, principalmente, da psicoterapêutica.

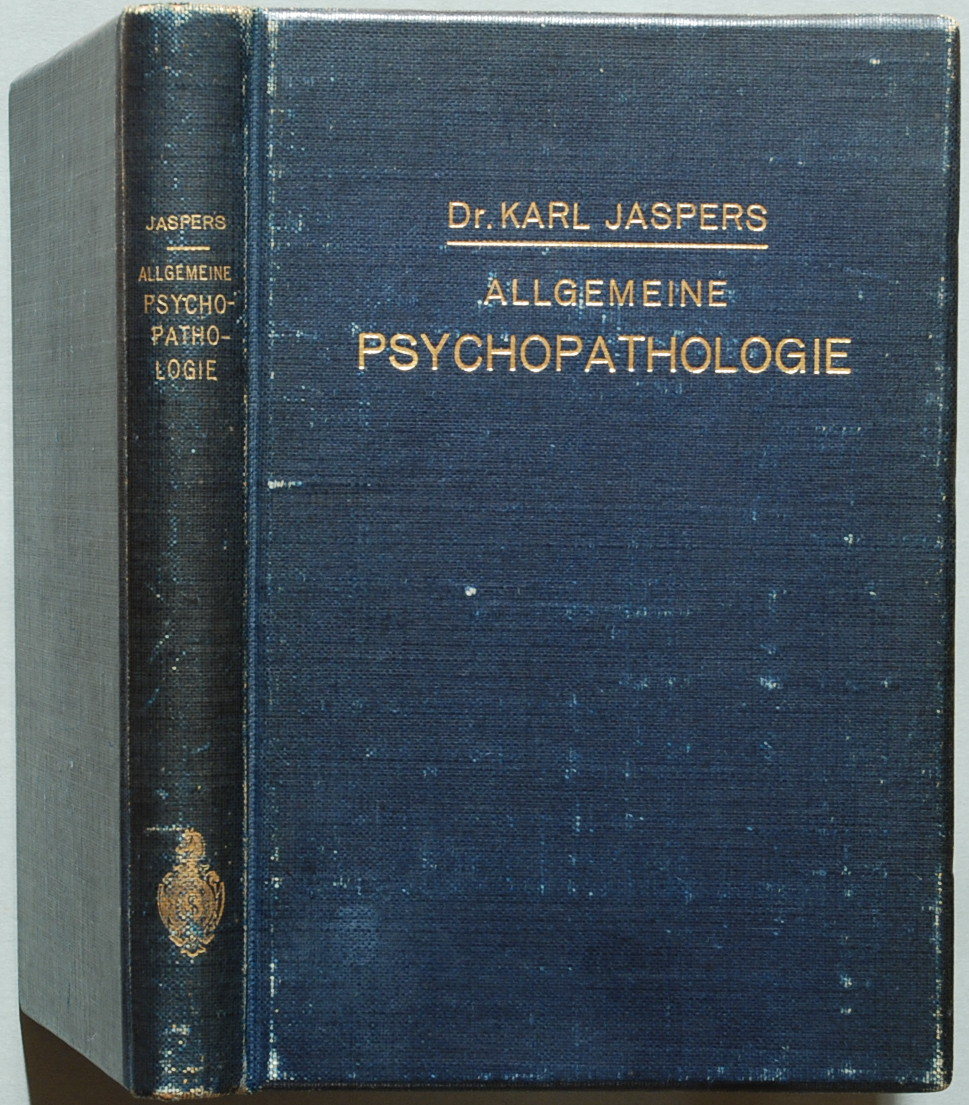
Karl Jaspers: Allgemeine Psychopathologie, primeira edição de 1913

Jaspers reuniu suas visões sobre a doença mental no livro Psicopatologia Geral, publicado em 1913. Essa obra tornou-se um clássico na literatura psiquiátrica, e grande parte dos critérios diagnósticos modernos tem origem em ideias nela contidas. Um de seus princípios centrais era que os psiquiatras deveriam diagnosticar sintomas de doença mental (sobretudo da psicose) pela sua forma, em vez de seu conteúdo. Por exemplo, ao diagnosticar uma alucinação, é mais importante notar que uma pessoa experimenta fenômenos visuais sem estímulos sensoriais que os justifiquem do que identificar o que o paciente vê de fato. O que o paciente vê é o “conteúdo”, mas o descompasso entre percepção visual e realidade objetiva é a “forma”.
Jaspers acreditava que se poderia diagnosticar delírios da mesma forma. Ele argumentava que os clínicos não deveriam considerar uma crença como delirante com base no conteúdo, mas sim na forma como o paciente a sustenta. (Ver delírio para mais discussões.) Jaspers também diferenciou delírios primários e secundários. Ele definiu os delírios primários como autóctones, ou seja, surgindo sem causa aparente, mostrando-se incompreensíveis em termos de um processo mental normal. (Essa é uma aplicação diferente do uso mais comum de “autóctone”, que costuma significar indígena ou nativo.) Já os delírios secundários, segundo ele, seriam aqueles influenciados pelo histórico, situação atual ou estado mental da pessoa.
Para Jaspers, os delírios primários eram, em última instância, “incompreensíveis”, pois não havia um processo de raciocínio coerente em sua formação. Essa visão gerou controvérsias, e autores como R. D. Laing e Richard Bentall (1999, p. 133–135) a criticaram, enfatizando que tal postura pode levar o terapeuta a cair no comodismo de assumir que, se não compreende o paciente, então o paciente é delirante e uma investigação mais aprofundada é inútil. Por exemplo, Huub Engels (2009) argumenta que a fala desordenada do esquizofrênico pode ser compreensível, assim como o discurso onírico de Kraepelin é compreensível.

## Contribuições para a filosofia e teologia
A maioria dos comentaristas associa Jaspers ao existencialismo, em parte porque ele se apoia fortemente nas raízes existencialistas de Nietzsche e Kierkegaard, e em parte porque o tema da liberdade individual permeia sua obra. Em Filosofia (3 vols., 1932), Jaspers apresentou sua visão da história da filosofia e introduziu seus temas principais. Partindo da ciência moderna e do empirismo, Jaspers salienta que, à medida que as pessoas questionam a realidade, elas se deparam com fronteiras que o método empírico (ou científico) não consegue ultrapassar. Nesse ponto, o indivíduo enfrenta uma escolha: afundar em desespero e resignação ou dar um salto de fé em direção ao que Jaspers chama de Transcendência. Ao dar esse salto, os indivíduos confrontam sua liberdade ilimitada, a que Jaspers denomina Existenz, e podem finalmente vivenciar uma existência autêntica.
A transcendência (associada ao termo O Abrangente em obras posteriores) é, para Jaspers, aquilo que existe além do mundo do tempo e espaço. A formulação de Jaspers para a transcendência como não-objetividade (ou “não-coisa”) levou muitos filósofos a argumentarem que, em última análise, Jaspers tornou-se um monista, embora o próprio Jaspers insistisse na necessidade de reconhecer a validade dos conceitos tanto de subjetividade quanto de objetividade.
Embora rejeitasse doutrinas religiosas explícitas, incluindo a noção de um Deus pessoal, Jaspers influenciou a teologia contemporânea por meio de sua filosofia da transcendência e dos limites da experiência humana. As tradições do cristianismo místico influenciaram-no profundamente, em especial as de Meister Eckhart e de Nicolau de Cusa. Ele também se interessou pelas filosofias orientais, em particular o budismo, e desenvolveu a teoria de uma Idade Axial, um período de importantes avanços filosóficos e religiosos. Jaspers também travou debates públicos com Rudolf Bultmann, criticando fortemente a “[[]]” do cristianismo empreendida por Bultmann.
Jaspers escreveu extensivamente sobre a ameaça à liberdade humana imposta pela ciência moderna e pelas instituições econômicas e políticas modernas. Durante a Segunda Guerra Mundial, precisou abandonar seu posto de professor devido à ascendência judaica de sua esposa. Após a guerra, reassumiu o cargo e, em The Question of German Guilt, examinou sem rodeios a culpa da Alemanha como um todo nas atrocidades do Terceiro Reich de Hitler.
A citação a seguir, sobre a Segunda Guerra Mundial e suas atrocidades, foi usada ao final do sexto episódio da série documental da BBC The Nazis: A Warning from History: “Aquilo que aconteceu é um alerta. Esquecer é culpa. Deve ser constantemente lembrado. Foi possível que acontecesse e permanece possível que aconteça de novo a qualquer instante. Somente conhecendo podemos impedir que se repita”.
As principais obras de Jaspers, longas e detalhadas, podem parecer desafiadoras em sua complexidade. Seu último grande esforço para uma filosofia sistemática da Existenz — Von der Wahrheit (“Sobre a Verdade”) —  foi traduzido para o inglês como "Truth and Symbol", mas ainda não está disponível em português. No entanto, ele também escreveu textos mais curtos, em especial Filosofia é para o homem comum. Os dois maiores representantes da hermenêutica fenomenológica, Paul Ricœur (aluno de Jaspers) e Hans-Georg Gadamer (sucessor de Jaspers em Heidelberg), demonstram em suas obras a influência de Jaspers.

## Posições políticas
Jaspers identificava-se com a filosofia política liberal de Max Weber, embora rejeitasse o nacionalismo deste. Ele valorizava o humanismo e o cosmopolitismo e, influenciado por Immanuel Kant, defendia uma federação internacional de Estados com constituições, leis e tribunais internacionais compartilhados. Opositor firme do totalitarismo e do despotismo, Jaspers alertava quanto à crescente tendência à tecnocracia, ou um regime que enxerga as pessoas como meros instrumentos da ciência ou de metas ideológicas. Também era cético em relação à democracia de maioria. Assim, apoiava uma forma de governança que garantisse liberdade individual e governo limitado e partilhava com Weber a crença de que a democracia precisava ser guiada por uma elite intelectual. Suas visões eram vistas como anticomunistas.

## Influências
Jaspers considerava Kierkegaard e Nietzsche como dois dos pensadores mais importantes da filosofia pós-kantiana. Em sua coletânea Os Grandes Filósofos (Die großen Philosophen), escreveu: “Aproximo-me de Kierkegaard com certo receio. Ao lado de Nietzsche — ou melhor, antes de Nietzsche — considero-o o pensador mais importante de nossa era pós-kantiana. Com Goethe e Hegel encerrara-se uma época, e nossa forma dominante de pensar — isto é, o positivismo científico — não pode ser verdadeiramente chamada de filosofia.” Jaspers também questionava se seria possível ensinar sistematicamente aqueles dois filósofos. No caso de Kierkegaard, Jaspers sentia que todo o método deste de comunicação indireta impedia qualquer tentativa de transmitir seu pensamento em forma sistemática.

Apesar de ser, sem dúvida, devedor de Kierkegaard e Nietzsche, Jaspers também deve muito a Kant e a Platão. Walter Kaufmann, em De Shakespeare ao Existencialismo, argumenta que, embora Jaspers estivesse certamente em dívida com Kierkegaard e Nietzsche, era mais próximo da filosofia de Kant:
Jaspers costuma ser visto como herdeiro de Nietzsche e Kierkegaard, embora em muitos aspectos seja menos próximo deles do que de Kant ... As antinomias kantianas e a preocupação de Kant com o campo da decisão, da liberdade e da fé tornam-se exemplares para Jaspers. E assim como Kant “teve de eliminar o conhecimento para abrir espaço à fé”, Jaspers valoriza Nietzsche em grande medida porque entende que Nietzsche eliminou o conhecimento, abrindo espaço para a “fé filosófica” de Jaspers.
Em seu ensaio “Sobre Minha Filosofia”, Jaspers afirma: “Enquanto ainda estava na escola, Spinoza foi o primeiro. Depois, Kant tornou-se o filósofo para mim, e assim permaneceu... Nietzsche só adquiriu importância para mim mais tarde, como a magnífica revelação do niilismo e a tarefa de superá-lo”. Jaspers também se inspirou em alguns de seus contemporâneos, como Heinrich Blücher, de quem adotou o termo “princípio antipolítico” para descrever a destruição de um espaço de resistência pelo totalitarismo.